# Einigungsgebühr
Die Einigungsgebühr ist eine allgemeine Gebühr aus dem Recht der Vergütung der Rechtsanwälte, die neben anderen Gebühren wie der Geschäfts- oder Verfahrensgebühr anfallen kann.

## Bedeutung
Sie honoriert die Bemühungen des Rechtsanwalts, Streitigkeiten ohne Inanspruchnahme des Gerichts durch gütliche Einigung zu erledigen, sei es auch nur über einen Teil des Verfahrensgegenstands. Die Einigungsgebühr honoriert auch, dass der Rechtsanwalt mit der Einigung eine besondere Verantwortung übernimmt und er sein Haftungsrisiko erhöht. Die Entscheidung wird nicht dem Gericht überlassen, sondern er entscheidet selbst. Darüber hinaus dient die Einigungsgebühr der Entlastung des Gerichts und der Sicherung des Rechtsfriedens.

## Voraussetzungen
Anders als bei der früheren Vergleichsgebühr gem. § 23 BRAGO ist kein Vergleich im Sinne des § 779 BGB und kein beiderseitiges Nachgeben mehr nötig.
Die Gebühr entsteht für die Mitwirkung des Rechtsanwalts beim Abschluss eines Vertrags, durch den der Streit oder die Ungewissheit über ein Rechtsverhältnis beseitigt wird oder beim Abschluss einer Zahlungsvereinbarung sowie für die Mitwirkung bei entsprechenden Vertragsverhandlungen, die für den Abschluss des Vertrags ursächlich sind. Das ist beispielsweise der Fall, wenn der Anwalt einen Vertragstext entwirft und darüber hinaus noch weitere Leistungen mit Zielrichtung auf den Abschluss des Vertrages entfaltet, etwa dem Mandanten im Hinblick auf die (mangelnden) Erfolgsaussichten einer Klage zur gütlichen Einigung rät. Ist unstreitig, dass ein Rechtsverhältnis besteht und keiner Partei ein Recht zur Änderung dieses Rechtsverhältnisses zusteht, einigen sich die Parteien aber auf eine Beendigung oder Modifizierung dieses Rechtsverhältnisses, so wird keine Einigungsgebühr ausgelöst, weil es an einem Streit fehlt. Die Gebühr entsteht auch dann nicht, wenn sich der Vertrag ausschließlich auf ein Anerkenntnis oder einen Verzicht beschränkt.
Im Familienrecht tritt an die Stelle der Einigungsgebühr die Aussöhnungsgebühr nach VV-RVG Nr. 1001 und in verwaltungsrechtlichen Angelegenheiten die Erledigungsgebühr nach Nr. 1002 VV RVG.
Erklärt ein Ehegatte, er wolle die eheliche Lebensgemeinschaft fortführen, wieder aufnehmen oder einen Scheidungsantrag zurücknehmen oder sind die Äußerungen beider Ehegatten darauf gerichtet, erwächst die Aussöhnungsgebühr, wenn die anwaltliche Tätigkeit ursächlich oder zumindest mitursächlich für die Aussöhnung war.
Auch der Anfall der Erledigungsgebühr setzt eine über das Betreiben des Verfahrens hinausgehende, auf eine gütliche Streitbeilegung abzielende Tätigkeit des Rechtsanwalts voraus.
Werden im Rahmen eines Strafverfahrens vermögensrechtliche Ansprüche mit erledigt, z. B. im Rahmen eines Täter-Opfer-Ausgleichs oder nach § 153a StPO StPO oder im Rahmen einer Verständigungsvereinbarung, erhält der Verteidiger dafür eine Einigungsgebühr nach Nrn. 1000 ff. VV RVG. Einigen sich Privatkläger und Privatbeklagter im Privatklageverfahren im Hinblick auf den Straf- und den Kostenerstattungsanspruch, fällt auch dafür eine Einigungsgebühr nach Nr. 1000 VV RVG an (Nr. 4147 VV RVG). Für einen Vertrag über sonstige Ansprüche kann eine weitere Einigungsgebühr entstehen, z. B. bei Einigung über vermögensrechtliche Ansprüche wie Schmerzensgeld oder Krankenhauskosten.
Im Verwaltungsrecht spricht für den Anfall der Erledigungsgebühr, wenn ein Rechtsanwalt in Richtung Aufhebung des Verwaltungsaktes tätig wird und die Verwaltung daraufhin den Verwaltungsakt zurücknimmt oder ändert.

## Höhe
Gesetzlich geregelt ist die Höhe der Einigungsgebühr gem. § 2 Abs. 2 RVG im Teil I des Vergütungsverzeichnisses in Nummer 1000 VV RVG. Dabei fällt die Einigungsgebühr bei außergerichtlicher Tätigkeit in Höhe einer 1,5-Gebühr aus dem jeweiligen Gegenstandswert an, bei einer Zahlungsvereinbarung beträgt der Gegenstandswert jedoch nur 20 % des Anspruchs (§ 31b RVG). Nach Vorliegen eines vollstreckbaren Titels ist wegen § 25 RVG der Wert der Forderung einschließlich der Nebenforderungen und Zinsen Berechnungsgrundlage. Ist ein gerichtliches Verfahren anhängig, reduziert sich die Gebühr nach Nr. 1003 VV RVG auf 1,0 Gebühren. Im Berufungs- oder Revisionsverfahren fällt die Gebühr in Höhe von 1,3 Gebühren an (Nr. 1004 VV RVG).
Für die in § 183 SGG genannten Personen ist das Verfahren vor den Gerichten der Sozialgerichtsbarkeit gerichtskostenfrei. Deshalb wird auch kein Streitwert bestimmt, nach dem sich die Gebühren richten könnten (§ 3 GKG). In diesen Verfahren entstehen gem. § 3 RVG Betragsrahmengebühren, beispielsweise nach Nrn. 3102, 3106 VV RVG im ersten Rechtszug. Maßgebend für die Höhe der Einigungs- oder Erledigungsgebühr ist die Höhe der Geschäftsgebühr. Soweit über den Gegenstand der Einigung ein gerichtliches Verfahren anhängig ist, bemisst sich die Gebühr nach der Höhe der jeweiligen Verfahrensgebühr (Nrn. 1005, 1006 VV RVG).